# 周元理
周元理（1706年—1782年），字秉中。浙江仁和（今杭州）人。
先世为河南汝南人。乾隆三年舉人。十一年，任直隶蠡县知县。調清苑。方觀承薦擢廣東萬州知州，改霸州。乾隆二十八年（1763年），任保定知府。次年升任清河道，乾隆三十三年（1768年）任直隶按察使，次年又升为布政使。乾隆三十六年授山东巡抚，又任直隶总督，任上疏浚永定河。三十八年三月，奏报永定、北运两河河堤加固竣工。乾隆四十四年（1779年），因井陉知县周尚亲案罢官。不久重新起用，担任都察院左副都御史，兼署理直隶总督。官至工部尚书。乾隆四十七年卒。

## 延伸阅读
[在维基数据编辑]
 《清史稿·卷324》，出自趙爾巽《清史稿》